# Bielin (Ciechanów)
Bielin – południowa część miasta Ciechanowa w Polsce, w województwie mazowieckiem, w powiecie ciechanowskim. Rozpościera się w rejonie ulicy Bielińskiej.

## Historia
Bielin to dawniej samodzielna wieś, należąca od reformy gminnej w 1867 roku do gminy Nużewo w powiecie ciechanowskim w guberni płockiej. Od 1919 w woj. warszawskim, gdzie 20 października 1933 utworzył gromadę (sołectwo) w gminie Nużewo.
Po II wojnie światowej należał do gminy Nużewo w powiecie ciechanowskim w województwie warszawskim, stanowiąc jedną z jej 33 gromad. W związku z reformą administracyjną kraju jesienią 1954 wszedł w skład gromady Nużewko, gdzie przetrwał do końca 1972 roku, czyli do kolejnej reformy administracyjnej. 1 stycznia 1973 wszedł w skład nowo utworzonej gminy Ciechanów.
Od 1 czerwca 1975 znajdował się w województwie ciechanowskim. 1 sierpnia 1977 został prawie w całości (197,61 ha) wyłączony z gminy Ciechanów i włączony do Ciechanowa.